# معركة نقير
معركة نقير/النقاير هي معركة قبلية وقعت في يوم 5 أكتوبر 1929 عند آبار نقير (حالياً شمال النعيرية على مسافة 35 كم)، وذلك في أعقاب انتصار العوازم على إتحاد قبائل إخوان من طاع الله في معركة رضا خلال فترة تمرد الإخوان (1929-1930). وفي أكتوبر 1929 تجمعت قوات إخوان من أطاع الله من مطير والعجمان وعنزة بقيادة فيصل بن سلطان الدويش وبن حثلين وابن مشهور بالقرب من أرض العوازم الموالين للسلطان عبد العزيز بن عبد الرحمن آل سعود، فأرسل عبد الله بن جلوي (أمير الأحساء) سرية صغيرة إلى العوازم يقودها محمد السهلي لمساندة العوازم.
أشار كل من محمد بن عبد الله آل عبد القادر والزركلي وابن عقيل الظاهري إلى انتصار قبيلة العوازم على الإخوان. بينما زعم هارولد ديكسون إلى أن المعركة انتهت بانتصار إخوان من طاع الله وسيطرتهم على بادية الاحساء، ومقتل 250 من العوازم و48 من الإخوان. إلا أن ذلك النصر وفقاً لإفادة هارولد ديكسون قد تضاءلت أهميته بعدما حقق الملك عبد العزيز نصرا ساحقا على حلفائهم من قبيلة عتيبة في غرب نجد الأمر الذي أخرج عتيبة من المعركة، وشكل نكسة على المتمردين. أما المقيمية السياسية البريطانية في الخليج العربي فتؤكد استسلام العوازم يوم 11 أكتوبر، والهدنة مع الإخوان مقابل عودتهم إلى الكويت.

## أسباب المعركة
هاجم اتحاد قبائل إخوان من طاع الله قبيلة العوازم في رضا بالقرب من الجبيل في يوم 23 يونيو 1929، وقد حقق العوازم انتصاراً ساحقاً على ذلك الإتحاد المؤلف من مطير والعجمان وعنزة، وفي ذلك قال صاحب كتاب "العجمان وزعيمهم راكان بن حثلين": «أن فيصلا الدويش بعد وقعة السَّبَلَةِ - بادر إلى نقض العهد، وسار بمن أطاعه من قبيلةُ مُطَيْرِ إلى الْعُجمان، وانضم إليهم ابن مشهور في جماعته من عنزة، وعقدوا العزم على احتلال الأحساء، وساروا متجهين لتنفيذ خطتهم، وفي طريقهم قيل لهم بأن أحياء من قبيلة العوازم نازلون على ماءِ رِضًا، فصبحوهم وهم غَارُّونَ فَهَبُوا مدافعين، وأنزل الله عليهم النصر، فقتلوهم بالرصاص والسيوف والسكاكين وعمد البيوت والحجارة، وقتلوا حملة الرايات، وأخذوها، وهزموهم شر هزيمة لا ينمحي عارها، وكانت هذه أكبر في نفوسهم من كل شيء، لأنهم يرون أن العوازم لا يكافئونهم في الشرف والشجاعة والعدد والعدة، وفقدوا بذلك اعتدادهم بأنفسهم، ومكانتهم الرفيعة عند الناس، وبعد مدة لا تزيد على شهرين أرادوا أن يستعيدوا شرفهم وحسن سمعتهم، فجمعوا فلولهم، وكانت العوازم تترقب غزوهم، فاجتمعوا على ماء يُسَمَّى نُقير».
وقال الزركلي: «واصل العجمان ومن تبعهم السير الى نطاع على مقربة من الصرار ،فجاءهم من أخبرهم بأن العوازم رحلوا من محلتهم متجهين الى ماء رضى على مسيرة ليلة من نطاع فاتفق العجمان على مبادرتهم قبل أن يتكاملوا على الماء. ترك العجمان أثقالهم في نطاع ، وخفوا الى ماء رضى فاصطدموا بالعوازم. وثبت لهم هؤلاء فقتل من المهاجمين نحو مئتين ، وجرح كثيرون ، وولت جموعهم عائدة الى نطاع ومنها الى الوفراء. وكانت وقعة رضى يوم 17 محرم 1348 ( يونيه 1929م) وبها زال ماكان للعصاة من هيبة ورهبة في بعض القبائل».وقد ذكر هارولد ديكسون القصة على نحو ما ذكر هؤلاء المؤرخون.

## تضارب الرواة حول المعركة
- قال المؤرخ الأحسائي محمد بن عبد الله آل عبد القادر:«وفي نقير يوم من أيام العرب ، في منتصف القرن الرابع عشر سنة سبع وأربعين وثلاثمائة أغار العجمان ورئيسهم نايف أبا الكلاب ابن حثلين، وفيصل ابن سلطان الدويش بمن معه من مطير، وابن مشهور ومن تبعه من عنزه، والدهينة بمن معه من عتيبة، أغاروا على قبيلة العوازم في نقير، ووقع بينهم قتال شديد فهزمهم العوازم وأكثروا فيهم القتل».[12]
- قال هارولد ديكسون:
- قال الزركلي:«جن جنون الدويش حين علم بمقتل ابنه عزيز (سبتمبر 1929). واعترته حال عصبية مخيفة. فكان لا يفكر إلا في الثأر له.  وأرسل عبد الله بن جلوي (أمير الأحساء) سرية صغيرة إلى العوازم، صحبتهم لمهاجمة الدويش . وكانت بين الفريقين معركة  "النقاير" على بعد يوم من الوفراء. وانهزم العجمان أمام العوازم . وثبت الدويش ، وقد أخذت رايته هدية للأمير سعود بن عبد العزيز ، وقد وصل إلى الأحساء زائراً . وانتهت المعركة بهدنة طلبها الدويش من العوازم».[13]
- قال ابن عقيل الظاهري: «فاجتمعوا على ماء يُسَمَّى نُقير. فسار العجمان والدويش وابنُ مشهور إليهم في نُقَيْرٍ، وأغاروا عليهم، فهزمهم العوازم شر هزيمة، وقتلوا كثيراً من رجالهم فعادوا خائبين».[9]

## الصلح
عاد فيصل الدويش وأتباعه من الإخوان إلى معسكرهم الرئيسي عودة ناجحة وكان ذلك بعد أن قتل أكثر من في السرية النظامية وهرب قائدها محمد السهلي. أما بني خالد وبني هاجر فقد قاموا بمفارقة العوازم وإنسحبوا عنهم أثناء المعركة فاحتل فيصل الدويش مخيم العوازم وإنسحب الناجون منهم إلى مكان قريب وبدأوا يطلقون نيرانهم بعيدة المدى على الإخوان إلى أن تعبوا فطلبوا الصلح من فيصل الدويش وأعطاهم إياه فعقد الصلح في 10 أكتوبر واختار العوازم بعد هزيمتهم أن يرحلوا عن الأحساء ويذهبوا إلى الكويت ويبقوا فيها ووافق فيصل الدويش العوازم على ما إختاروه.